# Gargouillis (album)
Pour les articles homonymes, voir Gargouillis.
Albums de Forguette Mi Note
Contresens
(1991) Cruciforme
(1994)
Gargouillis est le premier album du groupe Forguette Mi Note sorti en 1993 chez Cobalt.

## Titres de l'album
1. Jeu de vilain
2. Question de parfum
3. Un garçon
4. Ne sida pas
5. Frigo
6. Funny
7. What about What
8. Maquillage
9. Caustique
10. Mercedes Benz
11. Not Yours

## Musiciens ayant participé à l'album
- Claire Diterzi : chants, chœurs, guitare
- Julie Bonnie : chants, chœurs, violon
- Sylvestre Perrusson : chœurs et contrebasse
- Rod Chambaud : chants, chœurs et percussions
- Ben Bernardi : batterie et chœurs
- Nicolas Richard : chœurs